# Pınar Aylin
Fatma Pınar Aylin (født 12. maj 1972 i İzmir) er en tyrkisk popsanger.

## Diskografi
- 1995: Ben Bahara Hazırım
- 1997: Güneşten
- 1998: Ay Işığında
- 2000: Çöl Fırtınası
- 2004: No. 5
- 2007: Aslolan Ben
- 2011: Hit 70'ler

### Hit sange
- "Deliler Gibi" (1995)
- "Karar Ver" (1995)
- "Yalvaramam" (1997)
- "Arama" (1997)